# Bala Musa Bajaha
Bala Musa Bajaha (* 25. November 1976) ist ein ehemaliger gambischer Fußballspieler.

## Karriere

### Verein
Der Torhüter spielte von 2001 bis 2002 für die beiden schwedischen Zweitligisten Enköpings SK und GAIS Göteborg. Wo er die Jahre davor und danach verbrachte, ist unbekannt, sein nächster bekannter Verein war ab 2007 Sechstligist IFK Viksjö. Anschließend spielte Bajaha noch für die Amateurvereine von Nyköpings BIS, Karlslunds IF FK und zuletzt vor seinem Karriereende war er 2014 für den FC Assyriska Örebro aktiv.

### Nationalmannschaft
Von 1996 bis 2008 kam er in unregelmäßigen Abständen für die gambische A-Nationalmannschaft zum Einsatz und absolvierte neun Partien.